# Посихново
Посихново — деревня в Опочецком районе Псковской области России. Входит в состав Глубоковской волости.

## География
Расположена в 10 км к юго-востоку от города Опочка.

## Население
| 2001 | 2002 | 2010 | 2013 | 2014 | 2015 | 2016 |
| ---- | ---- | ---- | ---- | ---- | ---- | ---- |
| 61   | ↘44  | ↘31  | ↗37  | ↗39  | ↘37  | →37  |

Численность населения по состоянию на начало 2001 года составляла 61 человек.

## История
С 1995 до 2015 года деревня входила в состав Звонской волости.